# Лондрина (футбольный клуб)
«Лондри́на» — бразильский футбольный клуб из одноимённого города в штате Парана. С 2024 года клуб выступает в Серии C чемпионата Бразилии.

## История
Лучшие годы клуба пришлись на 1970—1980-е годы, когда он был постоянным участником бразильской «Серии А». Всего в Серии A «Лондрина» провела семь сезонов, лучшим результатом стало четвёртое место в 1977 году. «Лондрина» пять раз становилась чемпионом штата Парана, что является лучшим результатом среди команд «второго эшелона», после тройки традиционных «грандов» — «Коритибы», «Атлетико Паранаэнсе» и «Параны».
В 2017 году «Лондрина» выиграла второй розыгрыш общебразильского турнира — Примера-лиги, обыграв в финале «Атлетико Минейро» (0:0, 4:2 в серии пенальти).
Традиционными соперниками «Лондрины» являются «Гремио Маринга» (Лондрина и Маринга — крупнейшие города штата Парана после административного центра Куритибы) и вторая команда города «Португеза Лондриненсе».

## Достижения
- Чемпион штата Парана (5): 1962, 1981, 1992, 2014, 2021
- Чемпион Второго дивизиона штата Парана (3): 1997, 1999, 2011
- Обладатель Кубка штата Парана (1): 2008
- Чемпион Примейра-лиги Бразилии (1): 2017
- Чемпион Серии B Бразилии (1): 1980